# Sarah Ferrati
Sarah Ferrati (Prato, 9 dicembre 1909 – Roma, 3 marzo 1982) è stata un'attrice italiana.

## Biografia
Si diploma all'Accademia dei Fidenti di Firenze, e debutta in teatro nel 1928 nella compagnia di Luigi Carini. Nel 1933 ottiene il suo primo successo teatrale interpretando il personaggio di Elena nello shakespeariano Sogno di una notte di mezza estate, per la regia del tedesco Max Reinhardt al Giardino di Boboli, seguita nello stesso anno dalla regina di Bretagna nella prima assoluta di La rappresentazione di Santa Uliva di Ildebrando Pizzetti nel Chiostro Grande della basilica di Santa Croce di Firenze per la regia di Jacques Copeau.

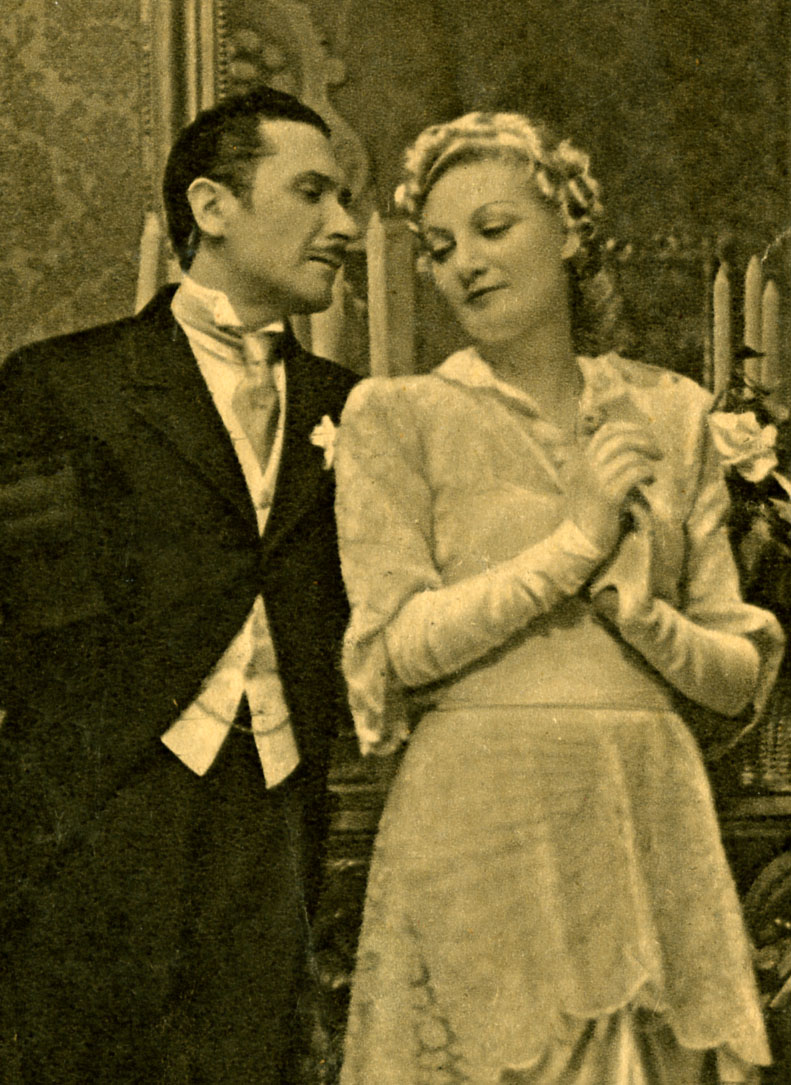
Con Paolo Stoppa ne La bella avventura (1942)

In breve passa da ruoli di «ingenua» a quelli di «prima donna». In coppia con Nino Besozzi nel 1938, nel 1943 fa parte della compagnia Stabile del Teatro Eliseo di Roma ed interpreta con successo La professione della signora Warren di Shaw e Hedda Gabler di Ibsen.
Nel 1947 è la protagonista in Giovanna d'Arco al rogo di Arthur Honegger, con Giusi Raspani Dandolo e Salvo Randone al Teatro alla Scala di Milano.
Ormai è una diva e si fa apprezzare anche come interprete di opere di Pirandello e di Cechov. Nei primi anni cinquanta, diretta da Luchino Visconti, riscuote grandi consensi sulla scena in pièce come Medea di Euripide e Tre sorelle di Cechov. Nel 1953 passa al Piccolo Teatro di Milano e, sotto la regia di Giorgio Strehler, interpreta ruoli di eroine affrante, come Liuba ne Il giardino dei ciliegi di Cechov (1954) e l'eccentrica protagonista de La folle di Chaillot di Jean Giraudoux (1953), favorendo tra l'altro il debutto di una novizia Ornella Vanoni. 

Sarah Ferrati nel 1961

Nel 1964 il suo nome torna a brillare quando interpreta la moglie derelitta protagonista dell'amara commedia Chi ha paura di Virginia Woolf? di Edward Albee, diretta da Franco Zeffirelli, accanto ad Enrico Maria Salerno. Successivamente lavora anche per la televisione (insieme a Rina Morelli, Nora Ricci e Ave Ninchi nello sceneggiato Sorelle Materassi, del 1972), ma resta sempre fedele al teatro, a cui si dedica fino a poco tempo prima della sua morte.
Sposò il tenore Luigi Infantino, dal quale ebbe una figlia. Muore a Roma nel 1982; riposa nel cimitero Flaminio.
(Dizionario Biografico Treccani)

Sarah Ferrati nelle foto di Paolo Monti
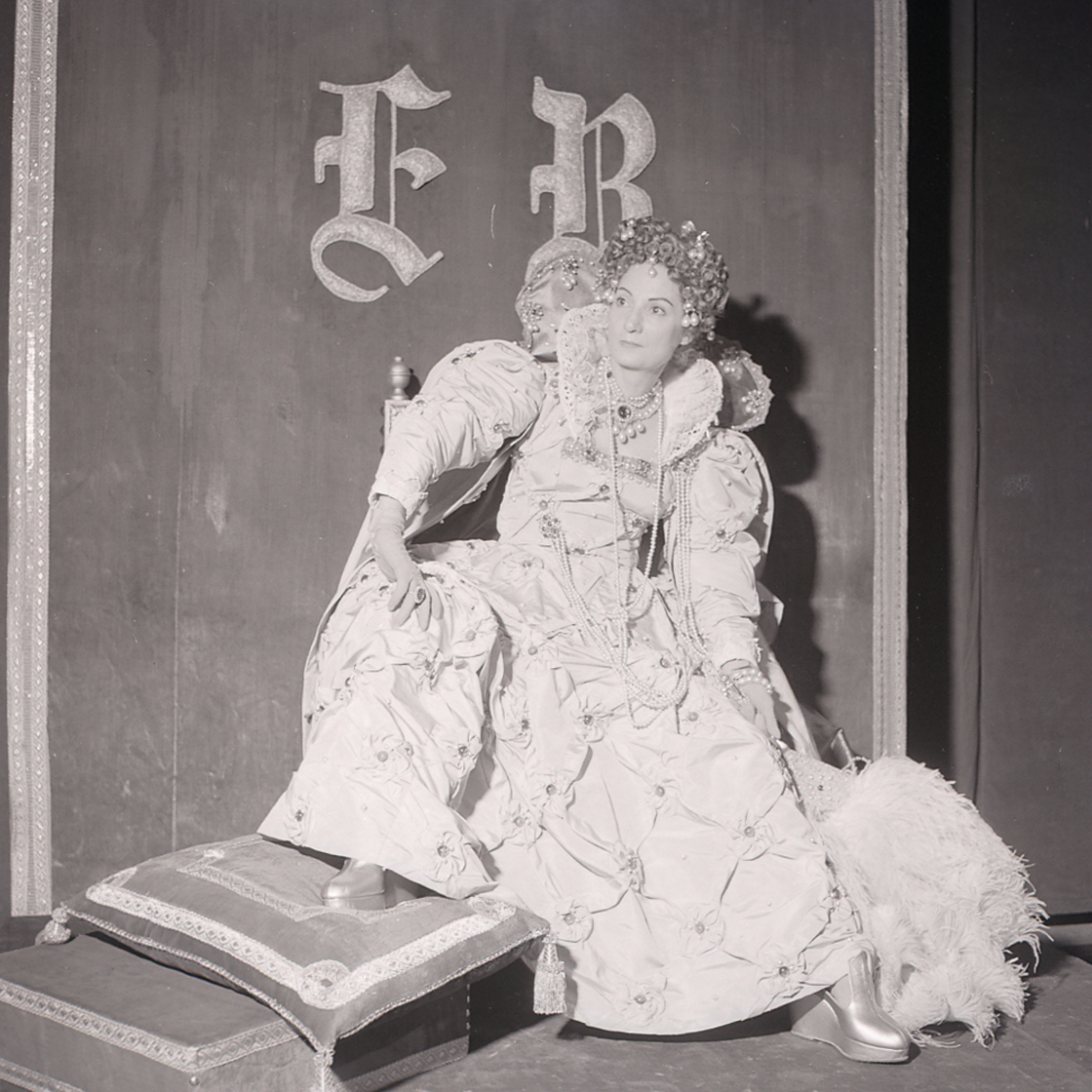
Sarah Ferrati durante la rappresentazione teatrale di Maria Stuarda diretta da Claudio Fino, 1958
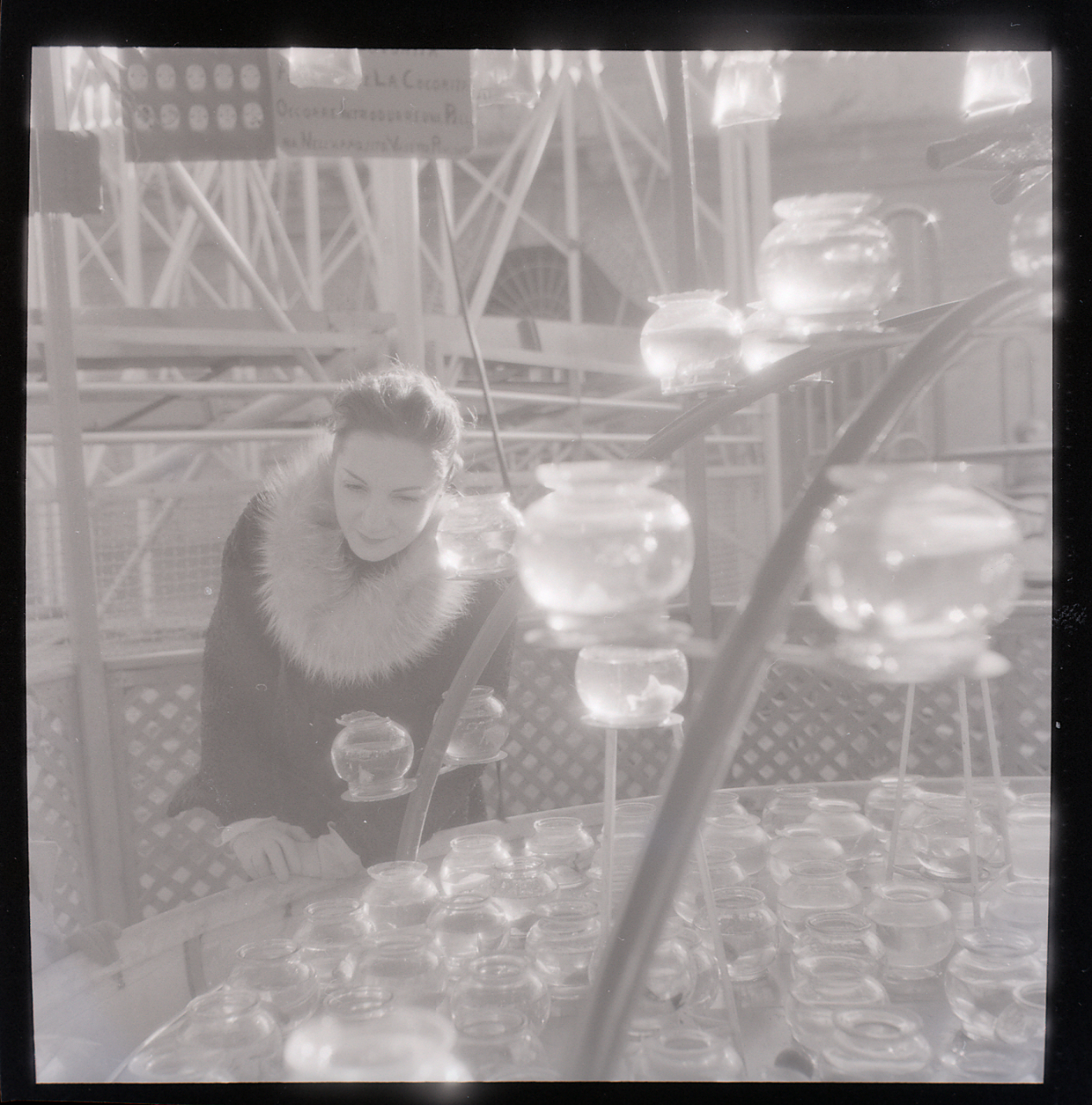
1955
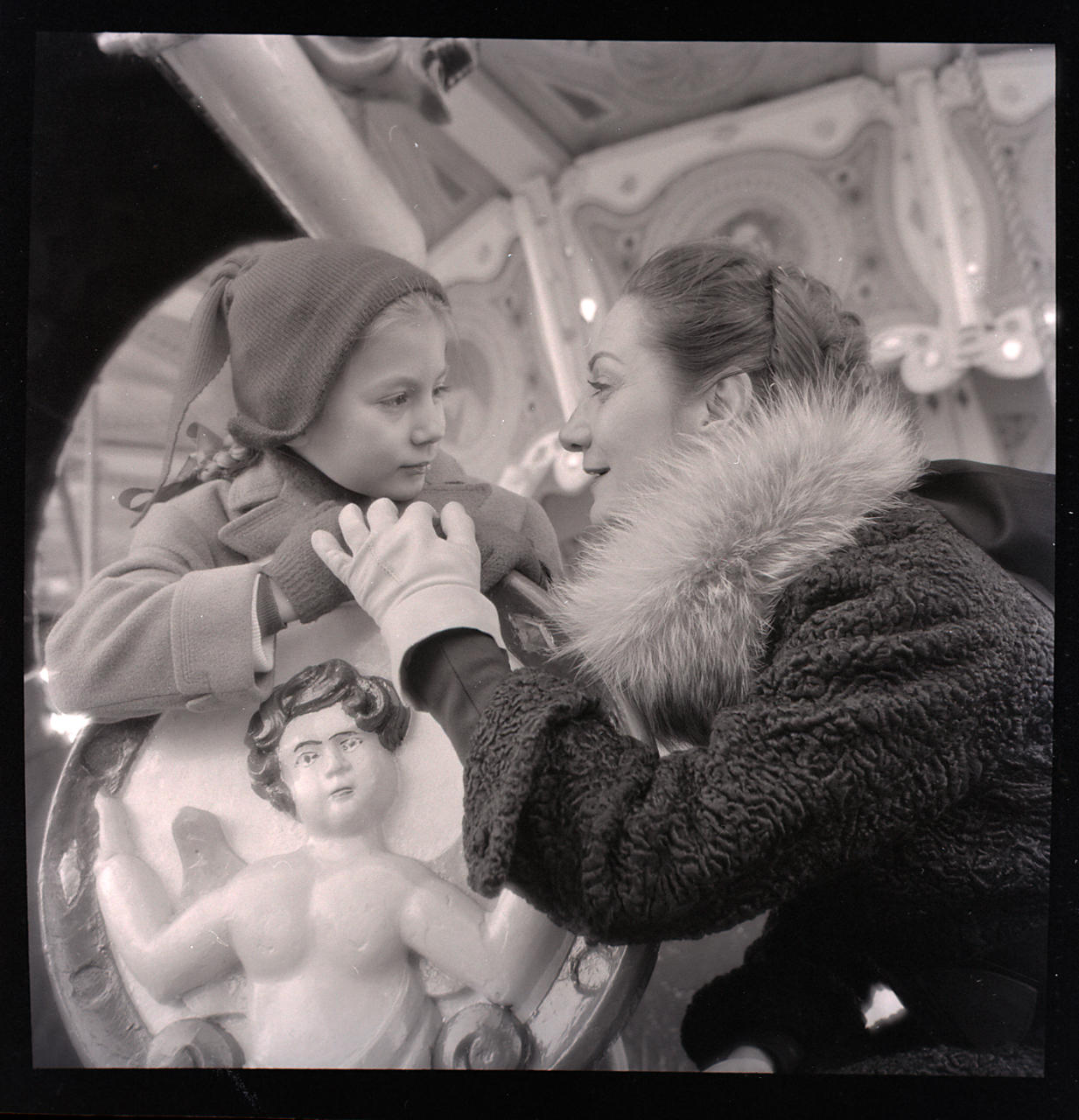
1955

## Filmografia
- Fiat voluntas Dei, regia di Amleto Palermi (1935)
- La strega in amore, regia di Damiano Damiani (1966)

## Teatro
- La rappresentazione di S. Uliva di autore ignoto, regia di Jacques Copeau (1933)
- La signora è con me di Pierre Veber (1937)
- Trenta secondi di Aldo De Benedetti (1937)
- Compleanno di Ladislao Bus-Feketè (1938)
- Soli in due di Gabor Vaszary (1939)
- I poeti servono a qualche cosa di Nicola Manzari (1939)
- Lancio mio marito di Guglielmo Zorzi (1940)
- L'attrice cameriera di Paolo Ferrari (1940)
- Carte in tavola di Somerset Maugham (1940)
- Una donna senza importanza di Oscar Wilde, regia di Tullio Covaz (1940)
- Il trionfo del diritto di Nicola Manzari (1941)
- Lulù di Carlo Bertolazzi (1941)
- Uno strano tè in casa Halden di Fritz Koselka, regia di Alessandro Brissoni (1941)
- Romei e l'allodola di Giuseppe Adami (1941)
- Il rifugio di Dario Niccodemi, Teatro Eliseo di Roma (1943)
- La professione della signora Warren di George Bernard Shaw (1943)
- Aurora, Daniele tra i leoni/Turbamento di Guido Cantini (1943)
- La bella avventura di De Cavallet e De Fleis (1943)
- Oh, il matrimonio di George Bernard Shaw (1943)
- Il quieto vivere di Alfredo Testoni (1943)
- Il battitore di E. Falk (1943)
- Do mi sol do di Paul Geraldy (1943)
- La fiaccola sotto il moggio di Gabriele D'Annunzio (1944)
- Romeo e Giannetta di Jean Anouilh (1944)
- Capriccio di Hermann Bahr (1945)
- Hedda Gabler di Henrik Ibsen, regia di Orazio Costa (1943)
- La figlia di Jorio di Gabriele D'Annunzio (1945)
- Giovanna d'Arco di Paul Claudel, regia di Giorgio Strehler (1946)
- Il giardino dei ciliegi di Anton Čechov (1946)
- Sei personaggi in cerca d'autore di Luigi Pirandello, regia di Orazio Costa (1947)
- L'impresario delle Smirne di Carlo Goldoni (1947)
- Anfitrione 38 di Jean Giraudoux, regia di Alessandro Brissoni (1947)
- Signora di Jean de Létraz, regia di Alessandro Brissoni (1947)
- Candida di George Bernard Shaw, regia di Alessandro Brissoni (1947)
- Scendete, vi chiamano di Jean de Létraz, regia di Alessandro Brissoni (1948)
- La porta chiusa di Marco Praga (1948)
- Sogno di una notte di mezza estate di William Shakespeare (1948)
- Proibito al pubblico di Dourés e Marsan (1948)
- Medea di Euripide, regia di Guido Salvini (1949)
- Le baccanti di Euripide, regia di Guido Salvini (1950)
- I Persiani di Eschilo, regia di Guido Salvini (1950)
- Le tre sorelle di Anton Čechov, regia di Luchino Visconti (1952)
- Medea di Euripide, regia di Luchino Visconti (1953)
- La pazza di Chaillot di Jean Giraudoux, regia di Giorgio Strehler (1954)
- Elettra di Sofocle (1954)
- Nostra Dea di Massimo Bontempelli (1954)
- La moglie ideale di Marco Praga, regia di Giorgio Strehler (1954)
- Il giardino dei ciliegi di Anton Čechov, regia di Giorgio Strehler (1955)
- La casa di Bernarda Alba di Federico García Lorca, regia di Giorgio Strehler (1955)
- Rinaldo e Armida di Jean Cocteau, regia di Alessandro Brissoni (1955)
- La Celestina di Fernando de Rojas, regia di Gianfranco De Bosio (1962)
- Chi ha paura di Virginia Woolf? di Edward Albee, regia di Franco Zeffirelli (1963)
- Un equilibrio delicato di Edward Albee, regia di Franco Zeffirelli (1967)
- La città morta di Gabriele D'Annunzio, regia di Franco Zeffirelli (1975)
- La professione della signora Warren di George Bernard Shaw, regia di Jerome Kilty (1976)
- Gallina vecchia di Augusto Novelli, rielaborazione di Sarah Ferrati, regia di Mario Ferrero (1978)

## Prosa televisiva Rai
- Come le foglie di G. Giacosa (1954)
- L'ombra di Dario Niccodemi (1954)
- La signora Rosa di Sabatino Lopez (1954)
- Rinaldo e Armida di Jean Cocteau, regia di Alessandro Brissoni, trasmessa il 9 settembre 1955.
- Proibito al pubblico (1955)
- La commedia di colui che sposò una donna muta di Anatole France, regia di Giancarlo Galassi Beria, trasmessa il 17 gennaio 1956.
- Il giardino dei ciliegi, commedia di Anton Čechov, regia di Claudio Fino, trasmessa il 6 aprile 1956.
- Due mondi di Rose Franken, regia di Claudio Fino, trasmessa il 26 ottobre 1956.
- Una donna senza importanza di Oscar Wilde, regia di Silverio Blasi, trasmessa il 30 novembre 1956.
- Questi ragazzi di Gherardo Gherardi (1956)
- Medea di Euripide, regia di Sarah Ferrati, trasmessa l'11 gennaio 1957.
- Il gabbiano di Anton Čechov, regia di Mario Ferrero, trasmessa il 1º febbraio 1957.
- Il ventaglio di Lady Windermere di Oscar Wilde, regia di Claudio Fino, trasmessa il 12 aprile 1957.
- La vita degli altri, regia di Claudio Fino, trasmessa il 2 agosto 1957.
- La signora X di Alexandre Bisson, regia di Claudio Fino, trasmessa l'11 ottobre 1957.
- Luce a gas di Patrick Hamilton, regia di Claudio Fino, trasmessa il 24 gennaio 1958.
- Ferika di Ladislaus Bus-Fekete, regia di Anton Giulio Majano, trasmessa il 18 aprile 1958.
- Maria Stuarda di Friedrich Schiller, regia di Claudio Fino, trasmessa il 7 novembre 1958.
- Il conte Aquila di Rino Alessi, regia di Sandro Bolchi, trasmessa il 18 settembre 1959.
- La milionaria di George B. Shaw, regia di Anton Giulio Majano, trasmessa il 23 ottobre 1959.
- La signora Rosa, regia di Mario Landi, trasmessa il 27 maggio 1960.
- I capelli bianchi di Giuseppe Adami (1961)
- La pazza di Chaillot di Jean Giraudoux, regia di Sandro Bolchi trasmessa il 2 giugno 1961.
- Zoo di vetro di Tennessee Williams, regia di Vittorio Cottafavi, trasmessa il 5 aprile 1963.
- Spettri di Henrik Ibsen, regia di Vittorio Cottafavi, trasmessa il 15 novembre 1963.
- Così è (se vi pare) di Luigi Pirandello, regia di Vittorio Cottafavi, trasmessa il 22 maggio 1964.
- Come le foglie di Giuseppe Giacosa, regia di Edmo Fenoglio, trasmessa il 26 marzo 1965.
- La porta chiusa di Marco Praga, regia di Guglielmo Morandi, trasmessa il 4 giugno 1965.
- Agamennone di Eschilo, regia di Mario Ferrero, trasmessa il 9 settembre 1966.
- Le Coefore di Eschilo, regia di Mario Ferrero, trasmessa il 16 settembre 1966.
- Le Eumenidi di Eschilo, regia di Mario Ferrero, trasmessa il 23 settembre 1966.
- Le Troiane di Euripide, regia di Vittorio Cottafavi, trasmessa il 17 febbraio 1967.
- Gallina vecchia di Augusto Novelli, regia di Mario Ferrero, trasmessa il 9 gennaio 1968.
- La casa di Bernarda Alba di Federico Garcia Lorca (1971)
- Antigone di Sofocle (1971)
- Le sorelle Materassi di Aldo Palazzeschi (1972)
- La visita della vecchia signora di Friedrich Dürrenmatt, regia di Mario Landi, trasmessa il 30 novembre 1973.
- La tana di Agatha Christie (1980)

## Prosa radiofonica Rai
- Medea di Euripide, regia di Eugenio Salussolia, trasmessa il 30 giugno 1953.
- La miliardaria di George Bernard Shaw, regia di Mario Ferrero, trasmessa il 19 marzo 1956.
- La signora Rosa di Sabatino Lopez, regia di Umberto Benedetto, trasmessa il 24 aprile 1958.

## Riconoscimenti
- Premio San Genesio
  - 1959 – Migliore attrice teatrale dell'anno
  - 1962 – Migliore attrice teatrale dell'anno